# Jungfernsprung (Aichhorn)
Jungfernsprung wird ein Wasserfall des Zopenitzenbachs im oberen Mölltal genannt. Er befindet sich gegenüber von Aichhorn, einem Ortsteil von Heiligenblut am Großglockner, und ist ein Naturdenkmal von Kärnten in Österreich.
Bach und Fall befinden sich auf der orographisch rechten Seite der Möll und somit in der Schobergruppe; der Ort liegt jenseits der Möll in der Goldberggruppe.
An der Straße befinden sich eine Bushaltestelle sowie ein Parkplatz. Von dort gelangt man über die Möll-Brücke auf einen Wanderweg, auf welchem man den Aussichtspunkt unterhalb des Wasserfalls in 1222 m ü. A. erreicht.

## Nachweis
- Bundesamt für Eich- und Vermessungswesen.